# 動物偵探奇魯米
《動物偵探奇魯米》是日本的SATELIGHT•HAL FILM MAKER和韓國的JM ANIMATION所製作的日本電視動畫。台灣於2012年5月17日在MY KIDS TV首次播出；2015年11月8日於超級電視台播出。香港譯名為「寵物小偵探奇樂美」，於2011年的7月開始在香港有線兒童台首次播出。

## 概要
以日本虛構的城鎮「神濱市」作為舞台，得到能變身成動物的道具「奇魯米」的主角們，試著和動物們溝通還有挑戰各式各樣地事件的形象所描寫出來的喜劇作品。2009年10月5日起由東京電視系每週星期一傍晚播放，全50話。原作是以「超時空要塞系列」知名的河森正治，系列演出是導演增井壯一來擔任。（河森以「黒河影次」的名義負責第5話的劇本。）
東京電視台、愛知電視台、大阪電視台在深夜重播中播放『動物偵探奇魯米+』，播放到第24話為止。
2010年5月3日到2011年5月9日改編為韓國版在韓國KBS播出，動畫名稱改為『（Zoororing Animal Detective／／Zoororing動物偵探）』，登場人物與舞台也改為韓國，主題歌也變更為獨創的歌曲。除了原作50集之外，第29話和第41話的總集編以第51話和第52話再次播出，韓國版原創的總集編以第53話播出。
根據韓國媒體的報導，為了製作出這部作品所設立的投資基金總額為7億6百萬日圓（相當於100億韓圓），收益分配上日本投資7成金額，韓國投資3成金額。

## 故事簡介
住在豐富且受到自然恩惠的神濱市裡御子神家的雙胞胎姊妹莉可和莉咪。某一天，偶然闖入家裡的閣樓，也就是她們的爺爺勇氣博士的研究室，發現了可以變身成動物的小道具「奇魯米」，在那之後她們的姊姊奈沙，同班同學的建和玉夫也得到了奇魯米。同個時段，來自東歐布拉德尼亞的女孩羽鳥佳諾轉學到莉可她們班上的卡特雷亞學園小學部，佳諾的母親羽鳥美紗帶著「亞涅摩里安牙組」的手下去接近神濱市長，企圖在神濱市暗中進行著掀起「亞涅摩里安革命」計畫。同時身為亞涅摩里安的龍童帕魯斯也有著尋找出協助革命的重要關鍵「棺材」的使命。莉可等人除了熟練地運用奇魯米之外，也要挑戰身邊的動物事件之中，例如在日本不可能看見的野生動物、目擊謎之怪人出沒的奇妙傳聞等等。各種事情解決之後，認為奇魯米可以解決人們及動物的煩惱的莉可等人，在已經知道關於奇魯米的御子神三姊妹的母親遙的允許下，專門為動物事件而成立了偵探團「神濱奇魯米」（韓國版為Zoororing動物偵探團）。

## 登場人物
角色名稱顯示：日本版名稱／韓國版名稱（暫譯）

### 奇魯米持有者（神濱奇魯米）
擁有奇魯米且可以變身成動物的5位孩子，是故事主要中心存在的角色。以御子神勇氣的閣樓研究室當作偵探團活動的據點。使用奇魯米變身的期間逐漸地學會和動物溝通的技巧。
御子神 莉可（御子神 リコ；みこがみ リコ）／敏敏（밍밍）
配音：悠木碧（日本）；林美秀（台灣）；Kim Seo Yeong（김서영）（韓國）；顧詠雪（香港）
香港譯名：莉歌。卡特雷亞學園小學部5年級學生。樂觀開朗，喜歡調皮的個性，有著獨特的想法，但也有一時興起且容易厭倦的一面。和同班同學的建是青梅竹馬，不過很頻繁的吵起架來、在運動上互相競爭等場面比較多。
在閣樓裡的研究室得到奇魯米，能變身成貓咪的模樣。變得擅長爬樹和在高的地方行動。變身後自稱是「秘密偵探凱薩琳」，後來改成「名偵探凱薩琳」，也會幫變身後的莉咪和奈沙取名子。體驗奇魯米變身之後的緣故，就算沒有變身常常會表現出像貓咪一樣的舉止。雖然很積極地使用奇魯米，但是為了讓自己滿足娛樂而有常常變身的傾向。後來經過被遙沒收奇魯米的事情之後，開始仔細思考著關於擁有奇魯米真正的用意。
御子神 莉咪（御子神 リム；みこがみ リム）／露露（루루）
配音：佐藤聰美（日本）；吳貴竹（台灣）；Moon Nam Sook（문남숙）（韓國）；陳姻岐（香港）
香港譯名：莉舞。莉可的雙胞胎姊妹，一樣是卡特雷亞學園小學部5年級學生。總是和莉可一起行動，也就讀同一班。喜歡看書和幻想，擅長做手工藝與編織。在學校屬於新聞社的社員，愛用蘋果形狀般機殼的數位相機。普遍時溫馴且愛操心，一旦有發掘到獨家的預感就會表現出積極的一面。總是帶著漩渦狀的眼鏡，無法看出眼神，很少有看見真實面貌的場合。
和莉可同時得到奇魯米，能變身成兔子的模樣。變身後莉可幫她取名為「跳跳」。變身之後聽覺能力發達，就連微弱的聲音也可以清楚地聽到。達到能回溯到哺乳類之祖先鴨嘴獸的奇魯分枝變身以後，還可能變成袋鼠和海豚等兔子以外的動物。
御子神 奈沙（御子神 ナギサ；みこがみ ナギサ）／琪琪（키키）
配音：安濟知佳（日本）；劉凱寧（台灣）；Eun Yeong Seon（은영선）（韓國）；錢惠玲（香港）
香港譯名：奈莎。御子神三姊妹的長女，卡特雷亞中學部2年級學生。溫柔且機伶，但稍微遲鈍。雙親不再家時總是代替母親處理家中的事務。在學校屬於弓道社的社員，但每次射出來箭的總是射到隔壁的標靶。在圖書館初次與帕魯斯相遇之後開始稍微有抱持著愛慕的心情。
被變身之後的莉可和莉咪的產生好奇而開始得到奇魯米，能變身成小狗。變身後莉可幫她取名為「小汪姐」。變身之後主要是嗅覺能力發達。
豬俁 建（猪俣 ケン；いのまた ケン）／
配音：田村睦心（日本）；詹雅菁（台灣）；Yang Jeong Hwa（양정화）（韓國）；姜嘉蕾（香港）
卡特雷亞學園小學部5年級學生，莉可和莉咪的同班同學。活潑且不服輸，有膽怯懦弱的一面，害怕很暗的地方，從小就被莉可掌握住多數的把柄。灌注衝勁時有一聲的口癖。探險的時候自稱是「名偵探建洛克福爾摩斯」。運動能力很強但學業成績並沒有很好。音癡再加上聲音大的關係，歌聲的周圍雖然傳出令人感到討厭的干擾，但有獨特的超音波被佳諾所吸引。家裡開以可樂餅為自豪的精肉店，也會幫他父親的忙，有母親的存在但從來沒有登場過。電視劇「幸運偵探」的忠實粉絲。
看見莉可和莉咪的變身模樣的事情感到可疑，於是和玉夫一起闖入御子神家並得到奇魯米，能變身成老鼠。人偶裝模式的大小比莉可他們小很多，雖然體型上適合擅長侵入在狹窄的空間，有時候被當成肉食性動物的獵物而瀕臨危險之中。變身後聲音變得很高，叫聲變成老鼠的鳴叫聲，在動物模式下只能打噴嚏來變回來。
體驗奇魯米變身之後的緣故，開始了解對老鼠之間的感情。對於其他成員能用奇魯分枝變身自己卻無法使用奇魯分枝效果而感到焦慮甚至也無法變成老鼠，決定把奇魯米還給莉可並退出偵探團，但是經過佳諾的對話後豁然開朗，重新回到偵探團並再次成功的使用奇魯米變身。
木島 玉夫（木島 タマオ；きじま タマオ）／米奴（미누）
配音：池邊久美子（日本）；劉凱寧（台灣）；Kim Jeong Ah（김정아）（韓國）；原宙恩（香港）
卡特雷亞學園小學部5年級學生，莉可和莉咪的同班同學，建的好朋友。探險的時候當成建的助手被稱作「玉夫生」。他的父親是現任的神濱市長。機械和電腦方面相當的了解，對動物相關的知識也相當博學多聞，但從來沒有飼養過動物的經驗。喜歡莉咪但只是單相思。帶著很難看出眼睛表情的眼鏡，被莉咪稱讚或是情緒不穩定時眼鏡的鏡片會神奇的自動裂開。
和建同時得到奇魯米，但一直變身失敗，之後在不能變身的情況下繼續調查奇魯米和偵探團的任務，幽浮事件中初次變身成變成蛋（孵化成幼雞），在那之後能變成各種鳥類的奇魯分枝變身。剛開始還不能照著自己想要的模樣變身，之後能夠完全的控制自己的變身。在人偶裝模式下與其他成員不同的是身體較大但行動卻變得遲鈍。

### 御子神家
御子神三姊妹的家屬，職業都從事對生物在某種形式上的關係。
御子神 遙（御子神 ハルカ；みこがみ ハルカ）／艾琳（아이린）
配音：根谷美智子（日本）；（台灣）；Yang Jeong Hwa（양정화）（韓國）
三姊妹的母親，經常去國外出差的動物輔導員。能夠和動物達到某種程度的溝通。最初三姊妹使用奇魯米的事情被她看出實情，也有著剛開始對於奇魯米有關的某種程度的知識。之後變成有關奇魯米事情的商量對象並關注著孩子們。由於她是亞涅摩里安母親和人類父親所生下來的人，最後告訴女兒她們擁有亞涅摩里安血統的事實。
御子神 保（御子神 タモツ；みこがみ タモツ）／李詩俊（이시준）
配音：田中秀幸（日本）；何志威（台灣）；Choi Won Hyeong（최원형）（韓國）
三姊妹的父親，卡特雷亞學園的理科教師。喜歡照顧浮游生物，尤其是水蚤最為重要，曾經被奈沙叫做「水蚤老師」。莉可她們在學校稱他為「御子神老師」。個性柔和，認為和壓力無緣。他的妻子和女兒們都向他保密奇魯米的事情。實際上是知道有關亞涅摩里安和奇魯米的事情，向他保密的原因是因為遙認為要是他知道奇魯米的存在一定會使用奇魯米變成水蚤。
御子神 勇氣（御子神 ユウキ；みこがみ ユウキ）／Yong Hae Yo 博士（용해요 박사）
配音：島田敏（日本）；李世揚（台灣）；Choi Won Hyeong（최원형）（韓國）
三姊妹的祖父，遙的父親。是製作出奇魯米的人，有博士的地位進行有關生物的研究。他的妻子是著作「生物逆進化論序說（Biological Evolution with New Possibilities）」的作者瑪麗安•勳伯格。只有在紀錄片影像中登場，把自己當成實驗品使用奇魯米的試作品，在變身過程當中因為紀錄用相機的影片突然被切斷，之後便行蹤不明。
博士
御子神家裡神出鬼沒的烏龜。和遙能夠彼此了解意思，若無其事的給予莉可他們暗示。帶著漩渦狀的眼鏡和鳥打帽並叼著煙管。真實身分在第50話的最後會給暗示。

### 布拉德尼亞
羽鳥 佳諾（羽鳥 カノン；はとり カノン）／佳諾（카논）
配音：丹下櫻（日本）；（台灣）；Bak Sin Hee （박신희）（韓國）
香港譯名：佳音。從布拉德尼亞來的轉學生，轉到莉可他們班上的卡特雷亞學園小學部5年級。金髮碧眼的美少女，純血種的蝙蝠亞涅摩里安。雖然輕視普通的人類，但在學校周遭的同學親切討好。母親美紗做為亞涅摩里安革命的領導者盡可能達成她的使命，要求佳諾找出純血種亞涅摩里安夫婿的使命。有時會幫忙母親監督並率領牙組，但是他們經常惹出麻煩令她很苦惱。對於建的運動能力以及含有超音波似的歌聲深深地吸引住，期盼建能夠讓蝙蝠亞涅摩里安的血統覺醒。認為莉可等人是「半吊子的亞涅摩里安」抱持著敵對的心態，自稱「怪盜蝙蝠美人」向神濱奇魯米偵探團發起挑戰。對於莉可莉咪與母親之間的事情心中產生迷惑。為了讓蝙蝠亞涅摩里安能在討厭的陽光下行動，隨時會撐著陽傘防止熱昏頭。第50話中弄明白自己和御子神三姊妹是表姊妹的親戚關係。
龍童 帕魯斯（龍童 パルス；りゅうどう パルス）／魯斯（루스）
配音：野島健兒（日本）；何志威（台灣）；Kim Seung Jun（김승준）（韓國）
香港譯名：龍童帕斯。和佳諾一起從布拉德尼亞來到神濱市，以布拉德尼亞的公費留學生身分來的青年。在卡特雷亞學園大學部學習生物學。持有三姊妹的照片，在圖書館和奈沙相遇成為相識的機會，對於御子神保說的話題進展感到中意。真實身分是純血種狼的亞涅摩里安。在美紗的奉命之下進行監視御子神家，同時尋找存在於神濱市某處的「棺材」。從過去的經驗當中憎恨著人類，為了尋求讓他的狼族同胞能有著安心居住的地方，把人類視為敵人並協助美紗的革命活動，由於奈沙等御子神家的關係之中知道也有人類當中跟他站在同一方。
羽鳥 美紗（羽鳥 ミサ；はとり ミサ）／美紗（미사）
配音：渡邊美佐（日本）；詹雅菁（台灣）；Jeon Sook Kyeong（전숙경）（韓國）
佳諾的母親，有著日本人丈夫的布拉德尼亞人。過去把祖國的「布拉德三角洲」登記在世界遺產。真實身分是黑豹亞涅摩里安，率領「亞涅摩里安牙組」發起「亞涅摩里安革命」。除了接近神濱市長擔任秘書之外，自稱「怪盜黑豹夫人」從破壞環境的人身上進行偷竊。本名為「蜜雪兒•勳伯格」，御子神遙的異父之姊姊，責備對於反對革命而離開族群的母親瑪麗安並且稱呼她為「背叛者」。
羽鳥 四郎（羽鳥 シロウ；はとり シロウ）
配音：綠川光（日本）；李世揚（台灣）
美紗的丈夫，佳諾的爸爸。目前擔任布拉德尼亞總部的代理代表。曾經把魯法斯•勳伯格丟在西伯利亞的森林之中，指使二木把「棺材」隱匿甚至對美紗提供虛假的情報。本作品中只有在電話聲音中登場，真正的身分和目的到最後沒有詳細的解釋。
魯法斯•勳伯格（ルーファス・シェーンベルク）
配音：大友龍三郎（日本）；何志威（台灣）；Jeong Jae Heon（정재헌）（韓國）
美紗的父親，佳諾的祖父，大蝙蝠亞涅摩里安。布拉德尼亞革命總部的代表，「亞涅摩里安革命」的提倡者。因為革命的事情和他的妻子瑪麗安•勳伯格的想法有所差異因而分離。佳諾誕生後的第二天進入冬眠狀態，從「棺材」醒來後終於理解瑪麗安的想法而重新改變思考革命的作法。
山田 Takao（山田 タカオ；やまだ タカオ）
配音：宮崎寬務（日本）
羽鳥家中服侍美紗的管家，平時都沒有說話的場面。能變身成巨大的異形怪物，人類形態下普通的樣子是年輕的模樣，在魯法斯•勳伯格面前變成老年人的樣子。

### 亞涅摩里安牙組
香港譯名：阿尼瑪利安虎牙組。羽鳥美紗的手下組織集團，為了革命行動利用美貌誘惑異性變成亞涅摩里安，也給予他們執行其他革命活動相關的任務，但是因為眼前私慾和壓力的負面影響而反覆失敗。牙組的隨意行動而引發野生動物目擊事件，引起動物課的關注。
獅子山 Shishinoshin（獅子山 シシノシン；ししやま シシノシン）／萊萊（라이라이）
配音：白川周作（日本）；李世揚（台灣）；Bag Yeong Jae（박영재）（韓國）
牙組的首任隊長，純種的獅子亞涅摩里安。喜歡吃生肉，有時看到粗暴的一面。不斷地夾在美紗和成員們之間的壓迫。因為持續失敗後來被卸除隊長的職位。很執著隊長的地位而曾經失去理智，而後常欺壓剛擔任新隊長的新井。
桐野 Rinji（桐野 リンジ；きりの リンジ）／麒麟兒（기린아）
配音：三宅淳一（日本）；何志威（台灣）；Sin Yongu（신용우）（韓國）
能變成長頸鹿的亞涅摩里安。牙組成員之中身高是最高的，若無其事地喝著水漥裡的水。第30話摔了一大跤後喪失記憶，被附近的女大學生們救起後擔任宿舍用打雜員。
地井 速人（地井 ハヤト；ちい ハヤト）／Cheech（치이치）
配音：島崎信長（日本）；何志威（台灣）；南度亨（남도형）（韓國）
能變成獵豹的亞涅摩里安。就算在人類形態下腳程也非常的快。獅子山的隊長職位卸除後擔任第二任隊長，但是在耐不住壓力之下，短期間內自動卸除隊長職務。
大造 山德斯（大造 サンダース；だいぞう サンダース）／Akorri（아코리）
配音：橋詰知久（日本）；李世揚（台灣）；Kim Seung Jun（김승준）（韓國）
能變成非洲象的亞涅摩里安。體型壯大，雙眼以一條線呈現，很少會有張開眼睛的情況。
樺谷 波波塔（樺谷 ポポタ；かばや ポポタ）／Hapopo（하포포）香港譯名：樺谷波特
配音：遠藤廣之（日本）；何志威（台灣）；Bag Yeong Jae（박영재）（韓國）
能變成河馬的亞涅摩里安。有遮蔽眼睛的前髮，總是有隻藍色的小鳥在他的頭上，能用舌頭判別出水質，幫助岩下老師帶路之後便開始交往，稱呼岩下老師為「小瑠美。
半田 謝謝（半田 シェイシェイ；はんだ シェイシェイ）／Pantata（판타타）
配音：赤羽根健治（日本）；詹雅菁（台灣）；Choi Won Hyeong（최원형）（韓國）
能變成大貓熊的亞涅摩里安。戴著太陽眼鏡且叼著竹葉。曾經調查白黑山的傳聞時被宮部霞迷上。
新井 樂太郎（新井 ラクタロー；あらい ラクタロー）／Mirakun（미라쿤）
配音：成瀬誠（日本）；林美秀（台灣）；Sin Yongu（신용우）（韓國）
能變成浣熊的亞涅摩里安。牙組裡年紀最小的成員。喜歡乾淨，一到看到髒東西就會立刻去清洗乾淨。第22話中離開羽鳥家出走以浣熊的樣子給御子神家的人照顧，被命名為「小樂」。續獅子山、地井之後，由於猜拳獲勝的結果而擔任第三任牙組的隊長。
牛島 惠子（牛島 ケイコ；うしじま ケイコ）
配音：渡邊明乃（日本）；詹雅菁（台灣）
被牙組的成員咬過後能變成美洲野牛的亞涅摩里安新成員，牙組唯一的女性成員。體型胖且有自我的調調，後來自願陪著佳諾假扮成怪盜蝙蝠美人，稱作「粉紅美人」。第一人稱叫做「惠子甜心」。

### 神濱警察署
七瀬 美雪（七瀬 ミユキ；ななせ ミユキ）／娜娜（나나）
配音：久川綾（日本）；（台灣）；So Yeon（소연）（韓國）
神濱警察署的署長，與御子神遙是學生時期的朋友。為了以搜查野生動物目擊事件為目的而創立了「動物課」，給予目前閒暇的大關和小結刑警擔任的新職務。委託御子神遙一起協助調查動物綁架案件。
大關 正隆（大関 マサタカ；おおぜき マサタカ）／Kidari（키다리）
配音：龍田直樹（日本）；何志威（台灣）；Kim Seung Jun（김승준）（韓國）
隸屬於神濱警察署動物課的部長，48歲。矮小且像似猴子的外表，一旦激動起來言行舉止都變得像猴子一樣。雖然是憑直覺在工作，但多數以不著邊際的結束工作。
小結 達郎（小結 タツロウ；こむすび タツロウ）／Ttang Ttal Bo（땅딸보）
配音：乃村健次（日本）；李世揚（台灣）；Sin Yongu（신용우）（韓國）
大關的部下，也是隸屬動物課的警察，26歲。高大且很像猩猩的外貌。
可倫波（コロンボ）
配音：池田千草（日本）
動物課的警豬。鼻子雖然靈敏，總是以食慾為優先並不是很有用處。

### 卡特雷亞學園的師生
岩下 瑠美子（岩下 ルミコ；いわした ルミコ）
配音：廣橋涼（日本）；林美秀（台灣）；Kim Jeong Ah（김정아）（韓國）
擔任莉可班上的導師。平時能顯現出很有幹勁的態度，特技是投擲粉筆。和豬俁父子一樣是「幸運偵探」的忠實粉絲。有不良少女之類的傳聞，她騎的摩托車喇叭有著暴走族的風格。方向感極度的差，在森林裡迷路時被樺谷受到求助，之後開始交往，稱呼樺谷為「小谷」。被亞涅摩里安因子活性化氣體噴到能變身成熊的亞涅摩里安。
宮部 霞（宮部 カスミ；みやべ カスミ）／漢娜（해나）
配音：宮本佳那子（日本）；詹雅菁（台灣）；Jeon Sook Kyeong（전숙경）（韓國）
卡特雷亞學園中學部2年B班的學生，B型，射手座，興趣是品嘗蛋糕，喜歡的男孩類型是帶著墨鏡的男生。和奈沙一樣屬於弓道社的社員兼好朋友，經常和奈沙一起行動。注意到奈沙對帕魯斯抱持著好感，很支持奈沙向帕魯斯打好關係。另一方面在白黑山集訓中被救了她的半田吸引到，最後半田拿下眼鏡並實際的看到原本的面貌後說出「不太喜歡太帥的男生」這樣的發言，之後再次見面依然對半田抱持著好感。被亞涅摩里安因子活性化氣體噴到能變身成狐狸的亞涅摩里安。
粟飯原 由香里（粟飯原 ユカリ；あいはら ユカリ）
配音：石黑千尋（日本）；（第5話）、劉凱寧（第35話）（台灣）
莉可班上的女學生，第5話的委託人，小貓小眉的飼主。委託尚未成立偵探團的莉可和莉咪找出失蹤不明的小眉。第35話最先完成製作鳥巢。
熊井戶 沙也加（熊井戸 サヤカ；くまいど サヤカ）
配音：富岡美沙子（日本）；詹雅菁（第7話）、石采薇（第20話）（台灣）
莉可班上的女學生，第7話登場。因為大吾不相信她的叔叔半夜在高速公路上親眼看到獵豹而生氣。在建的提議下要他們比賽，結果演變成莉咪和玉夫代替她出賽。
須永 大吾（須永 ダイゴ；すなが ダイゴ）
配音：外村茉莉子（日本）；林美秀（台灣）
莉可班上的男學生，第7話登場。來他家的加油站加油的卡車司機在神濱山頂上親眼看到非洲象，懷疑沙也加所說的話。在建的提議下要他們比賽，結果演變成莉可和建代替他出賽。
折口 Yousuke（折口 ヨウスケ；おりぐち ヨウスケ）
配音：澤乃彩（日本）；劉凱寧（台灣）
莉可班上的男學生，第7話登場。在大吾旁邊的男學生，帶著框邊眼鏡。
比留間 Erina（比留間 エリナ；ひるま エリナ）
配音：戶塚利繪（日本）；吳貴竹（第7話）、石采薇（第39話）（台灣）
莉可班上的女學生，第7話登場。在沙也加旁邊的女學生，不相信大吾所說的話。和高柳茜一樣迷信妖怪廟的傳聞。左側綁著包頭。
速水 Hideaki（速水 ヒデアキ；はやみ ヒデアキ）
配音：日比愛子（日本）；（台灣）
莉可班上的男學生，第14話的委託人，10歲老狗小權的飼主。不知道小權沒有精神的原因，因此送去給御子神家照顧。
高柳 茜（高柳 アカネ；たかやなぎ アカネ）
配音：神田朱未（日本）；林美秀（第19話）、詹雅菁（第39話）（台灣）
莉可班上的女學生，第19話主要配角。家裡開點心鋪，邀請偵探團品嘗新的甜點，俊樹的姊姊。迷信妖怪廟的傳說。
鹿島 涼子（鹿島 リョウコ；かしま リョウコ）
配音：齊藤佑圭（日本）；詹雅菁（台灣）
莉可班上的女學生，第20話登場。迷信九皿宅邸的各種傳聞。
芳野 Hasumi（芳野 ハスミ；よしの ハスミ）
配音：平尾明香（日本）；（台灣）
莉可班上的女學生，第30話以路人的身分登場。告訴偵探團有關拖把貓和樹木遭受破壞的事情。
古畑 充（古畑 ミツル；ふるはた ミツル）
配音：池田千草（日本）；林美秀（台灣）
莉可班上的男學生，第33話的委託人，小幸的飼主。委託莉可和莉咪解出救出溺水的小幸之黑色物體的真相。完全不相信妖怪廟的傳說。
成海 明日香（成海 アスカ；なるみ アスカ）
配音：小松里歌（日本）；吳貴竹（台灣）
莉可班上的女學生，第35話中找到受傷的燕子媽媽之後，在莉可的建議下送去給風子醫生處理。
山野 蘭（山野 ラン；やまの ラン）
配音：江森浩子（日本）；（台灣）
第16話的委託人，卡特雷亞幼稚園的老師。委託偵探團找出話劇表演中用到的動物服裝。
修一
配音：菊池心（日本）；（台灣）
第16話的主要配角，卡特雷亞幼稚園的男童。在經過玉夫模仿公雞的引導之下，把藏起來的動物服裝給找出來。

### 神濱市的人們
只野 風子（只野 フーコ；ただの フーコ）／蔡智秀（채지수）
配音：神田朱未（日本）；吳貴竹（台灣）
「只野動物診所（只野あにゃまるクリニック）」的獸醫，遙的學妹，認識御子神三姊妹且見面過。驚覺地井是豹面人後受到過度驚嚇而昏倒。
木島 浩夫（木島 ヒロオ；きじま ヒロオ）／韓俊浩（한준호）
配音：沼田祐介（日本）；李世揚（台灣）；南度亨（남도형）（韓國）
神濱市的市長，玉夫的父親，和玉夫一樣帶著眼鏡外貌也很相似。贊同美紗的神濱世界遺產登記計畫，在神濱市內協助美紗的同伴而常常往來。最後神濱世界遺產計畫無法達成，傷心之下被美紗咬傷後變成了鶴。
豬俁 Teizou（猪俣 テイゾウ；いのまた テイゾウ）
配音：稻田徹（日本）；何志威（台灣）；Bag Yeong Jae（박영재）（韓國）
建的父親，經營精肉店，能做出好吃的可樂餅。高大且很有氣派，生氣起來很可怕。曾經免費給第一次來到這裡的佳諾。和他的兒子建一樣是「幸運偵探」的忠實粉絲，似乎和岩下老師意氣相投。第4話初登場，名子則在第9話的片尾曲中確認宣布。
阿部 Yoshiwo（阿部 ヨシヲ；あべ ヨシヲ）
配音：（日本）；李世揚（台灣）
輾轉在各種職場工作的男性，經常被捲入在偵探團糾纏事件當中。雖然有時候碰巧跟莉可他們見面，但是並沒有對他留下印象，只有奈沙認識，不過常常被叫錯成「安部」。被亞涅摩里安因子活性化氣體噴到而變身成鯨魚。
松村
配音：佐藤奏美（日本）；（台灣）
第5話初登場，市政府的女職員。和中島一起在神龍川做水質調查。第43話親眼目擊到白山羊，似乎曾經被大造俘虜過的緣故使得她體內的亞涅摩里安因子活性化後能變身成黑山羊。
中島
配音：神田朱未（日本）；詹雅菁（第5話）、劉凱寧（第43話）（台灣）
第5話初登場，市政府的女職員，和松島一起在神龍川做水質調查。第43話親眼目擊到黑山羊，似乎曾經被桐野俘虜過的緣故使得她體內的亞涅摩里安因子活性化後能變身成白山羊。
藤田 小百合（藤田 サユリ；ふじた サユリ）／露比（루비）
配音：鈴木玲子（日本）；（台灣）；Oh Eun Sil（오은실）（韓國）
第15話的委託人，畫家，貓咪吉米和葛瑞絲的飼主。曾經把給葛瑞絲最喜歡的舊毯子丟掉而造成葛瑞絲失蹤事件。畫作風格是「不是畫出形體而是畫出靈魂」，她的作品在神濱美術館很有名。
綾惠
配音：上村典子（日本）；劉凱寧（第15話）、詹雅菁（第46話）（台灣）
第15話初登場，約瑟芬的飼主，認為葛瑞絲是偷她家裡東西的兇手。被亞涅摩里安因子活性化氣體噴到而變身成食蟻獸。
高柳 俊樹（高柳 トシキ；たかやなぎ トシキ）
配音：小林由美子（日本）；（台灣）
第19話的主要配角，茜的弟弟。由於他的爸爸無法遵守約定帶他去看腔棘魚展覽館，便帶著他的寵物托托離家出走。
八木 博史（八木 ヒロシ；はちぼく ヒロシ）
配音：麻生智久（日本）；何志威（台灣）
第43話的客串配角，萬事OK課的課長。外貌很像山羊的關係，因此綽號為「山羊課長」。

### 二木公司
二木 Kyousuke（二ツ木 キョウスケ；ふたつぎ キョウスケ）／Jeong Geul Nam（정글남）
配音：置鮎龍太郎（日本）；李世揚（台灣）；Jeong Jae Heon（정재헌）（韓國）
二木集團股份有限公司的社長。帶著像是巨大南瓜形狀的帽子且穿著奇裝異服，從他的輪廓來看被警察和偵探團稱呼為「香菇男」。在神濱樹海的地底下擁有隱密的巨大研究設施。有著對於動物和人類之間的獨特想法，為了實現創造出新的生態系把整個神濱市設置成叢林。表面上有和美紗協助革命的關係者，但是將「棺材」的所在地隱藏，懷疑有獨自和羽鳥四郎暗中接觸和指示。和御子神遙、保是大學時代的同學，憎恨著視為情敵的保。派出他手下偷走了勇氣博士的電腦並取出研究資料，完成他自己所製作的逆進化推進裝置，變身成自己所描述的「世界上最強」的動物，但事與願違，最後被警察移送警局拘留。
怪人
配音：高塚正也（日本）
在二木地下研究設施工作，會說人話的謎之生物。在第8話有一隻逃出了地下研究設施並出沒於夜晚的卡特雷卡學園。二木被拘留之後，按照佳諾的提案下在勳伯格大宅邸工作。
謎之女性（ガールズ）
配音：齋藤楓子、（日本）；詹雅菁、石采薇、吳貴竹（台灣）
在二木的指示下暗中活動的謎之女性們。發生緊急時身體的一部份會變化，登場的有手指甲會伸長出爪子、頭部長出大角、背部長出翅膀的3位謎之女性。偵探團稱呼她們為「妖怪」。

### 其他
外來到神濱市的客串角色。
船古津 B一郎（船古津 ビイチロウ；ふなこつ ビイチロウ）
配音：掛川裕彥（日本）；何志威（台灣）
登場於第12到13話，扮演電視劇「幸運偵探（ラッキー探偵）」的主角，是小狗幸運的飼主。晚上原本要在喜代志丸（Kiyoshimaru）號上擔任跨年晚會的重要嘉賓，但是中午為了撿起在消波塊群裡面魚鉤，身體卻被卡在消波塊裡面。解救之後的隔天到只野動物診所迎接幸運。
有賀 Daisuke（有賀 ダイスケ；あるが ダイスケ）
配音：古川登志夫（日本）；何志威（台灣）
第17話登場的配角，假冒獵人的收藏家，有賀宅邸的後院像是叢林，有一個大寶箱和兩隻看守的鱷魚，被偵探團認為是寵物失蹤事件的兇手。把寶箱裡的錢藏在草叢與鱷魚蛋混在一起，最後被怪盜黑豹夫人搶走並被動物課的警察逮捕。
九皿 明人（九皿 アキト；くざら アキト）
配音：進藤尚美（日本）；（台灣）
第20話的主要配角，家中的看門狗叫做阿瑪迪斯，飼養的兔子叫做蕭邦。喜歡兔子，稱讚莉咪像個小兔子而成為被莉咪暗戀的對象。因為他的雙親都是鋼琴家的關係，所以也學習彈鋼琴。最後結尾時和鬼崎一起搬去英國與雙親同住。
鬼崎
配音：佐藤正治（日本）；何志威（台灣）
明人的管家，會做蔬菜蛋糕，喜歡蔬菜。在半夜喜歡扮演吸血鬼來嚇人，把嘴裡流出來的番茄汁當作鮮血。最後結尾時和明人一起搬去英國。
櫻 Sakuyo（桜 サクヨ；さくら サクヨ）
配音：今野宏美（日本）；詹雅菁（台灣）
第43話的客串配角，阿部剛剛交往的女性。結婚申請書二度被山羊吃掉後傷心地和阿部分手。
克夫魯伯德三兄弟（コブルポット三兄弟；コブルポットさんきょうだい）
配音：白石涼子（日本）；詹雅菁（約恩）、吳貴竹（尚恩）、林美秀（勳恩）（台灣）
第44話的主要配角，來自南極的純種皇帝企鵝亞涅摩里安。在羽鳥四郎的請託下派去羽鳥家和佳諾相親，最後美紗受不了他們的無知而被趕了出去。他們的名子分別為約恩、尚恩和勳恩。

## 設定

### 舞台設定
故事舞台以日本某處的城鎮「神濱市」。特色是面向海洋且周圍被豐富的自然環境所環繞著。神濱市區分成了舊市區和新市區，以懸掛式單軌鐵路作為市民的交通運輸工具。擁有廣大森林的區域被稱為「神濱樹海」，美紗打算把這個區域作為世界遺產的登記計畫而行動。
佳諾和美紗等人的出身國家「布拉德尼亞（香港譯名：維拉多尼亞）」設定在東歐的位置。「布拉德三角洲（ヴラドデルタ）」便是美紗經過努力的成果而被登記在世界遺產之中，在國內當作是革命總部推行亞涅摩里安革命。雖然沒有詳細說明文化和特色，但是有「米蒂米蒂」這道辣味肉球料理的存在。布拉德尼亞語是以羅馬尼亞語作為模範。
時代設定從作品的描寫內容中可以知道年代為2015年 ，可以懸空的滑板、玉夫使用的攜帶式電腦設備等還沒實現的近未來之道具會在這部作品中登場。

### 奇魯米
奇魯米（香港譯名：奇樂美）是御子神勇氣博士透過他的妻子瑪麗安‧勳伯格的研究之下原創開發出來的「逆進化推進裝置」的俗稱。透過進化樹追溯到人類基因內擁有「亞涅摩里安因子」，使它活性化後，人類的細胞可以變化成動物的身體。
奇魯米裝置的大小是手掌心的程度，形狀為動物臉部模樣的化妝用小粉盒，又像是攜帶型遊戲機的外表，可以施行變身成動物。奇魯米打開時畫面上方名為「咕魯米」（聲：神田朱未（日）、詹雅菁（台））的粉色不明生物，是處理奇魯米各種說明的管理系統。
啟動奇魯米時，首先要進行虹膜登錄。接著登錄者要進行聲音登錄，說出「奇魯奇魯奇魯米」便完成聲音登錄，開始進行「奇魯米變身」，從畫面中出來的咕魯米會變成動物的樣子，在牠的體內像是宇宙的寬廣空間，使用者吞下這個空間後變成為身體縮小成三頭身且穿著像是動物人偶裝的「人偶裝模式」。使用奇魯米的人偶裝已經是使用者身體的一部份而且無法脫下來。人偶裝頭上的動物臉部樣貌，會隨者使用者的感情及心情而產生表情的變化。咕魯咪的說明建議會在頭上動物的嘴巴開口說話。人偶裝模式和變身之前比較，動作敏捷輕盈，能使用和動物感應的能力 。和一般動物人偶裝不同的是可以感受到動物表現出來的特有自然行為，比方說莉可的前腳的指甲向硬的東西磨抓、奈沙搖擺著身軀等。另外進行奇魯米變身的時候，使用者如果感到疼痛等異常的狀態便無法集中精神，變身中途會變成不完整型態的人偶裝模式。。解除人偶裝模式的時候，說出「奴古奴古奴古米（香港譯名：力高美）」便進行解除變身，解除後身體呈現全裸的狀態，變身前穿著的服裝在解除變身後從上面掉下來。
人偶裝模式在特定的條件下（強烈地想成為動物的願望、模仿動物行為等），身體便會包覆著光芒，變成完全動物模樣的「動物模式」。變成動物模式之後便能完全地使用動物的能力，但不會說出人類的語言。雖然可以與動物的某個意思上相互溝通，但沒有「動物語言」這樣的對話，只能透過想像的畫面來進行傳達。持有小雞奇魯米的玉夫有能在變身期間略過人偶裝模式直接變為動物模式的場面之可能。動物模式基本上只能變身特定一個種類的動物，不過依據奇魯米的使用程度，能發揮出變身成其他種類動物的可能性。
奇魯米畫面上顯示了4種圖案，是依據使用者體驗情況所化作的數值，分別為「友愛」、「精神」、「運動」、「經驗」4大領域，這些領域在圖案上的意義分為「療癒」、「愛心」、「肌肉」、「技巧」，當全部領域的數值達到一定程度以上，「奇魯米程度」就會提升至第2級，將進化樹的分枝點會逆行前往到其他的分枝點，發揮出能變身成其他種類動物的「奇魯分枝效果」。達成奇魯米程度時，咕魯米便會通知使用者。
御子神勇氣博士在有關奇魯米的文件當中寫出名為「奇魯米三原則」的說明，三原則的條款說明如下：
1. 使用奇魯米的時候不可以危害人類和動物。
2. 不可以隨意在人們面前變身。
3. 完全變身後，一定要在99分鐘之內變回來。

關於一定要在99分鐘之內變回來的理由補充說明，在變身成動物的同時，會注入著人類和動物兩種意識存在的系統，超過99分鐘的話，人類的意識會急速地下降導致變不回人類的可能性會越來越高。
根據御子神遙所言，奇魯米並不是變身成動物為目的，而是為了除去外貌的隔閡且能和動物互相溝通的道具。瑪麗安持續進行奇魯米的研究，起源是為了回答身為蝙蝠亞涅摩里安的雙親卻誕生出黑豹亞涅摩里安而感到在意的女兒蜜雪兒的疑問。
| 成員       | 登錄奇魯米 | 人偶裝模式 | 動物模式 | 初次登錄 | 初次變身                                  | 變身過程動畫 |
| ---------- | ---------- | ---------- | --- | -------- | ----------------------------------------- | ------------ |
| 御子神莉可 | 貓咪奇魯米 | 貓咪人偶裝 | 貓咪 藪貓（第18話以後） 花斑貓（第31話） 美洲獅（第42話以後） 蝙蝠（第50話）                                                                                  | 第1話    | 登錄成功                                  | 從第1話開始  |
| 御子神莉咪 | 兔子奇魯米 | 兔子人偶裝 | 兔子 安哥拉兔（第20話） 荷蘭兔（第31話） 鴨嘴獸（第33話） 袋鼠（第42話） 海豚（第45話） 蝙蝠（第50話）                                                        | 第1話    | 登錄成功                                  | 從第1話開始  |
| 御子神奈沙 | 小狗奇魯米 | 小狗人偶裝 | 小狗 德國牧羊犬（第19話以後） 大麥町（第31話） 格雷伊獵犬（第34話以後） 聖伯納犬（第42話） 苔原狼（第49話）                                                   | 第2話    | 登錄成功                                  | 從第2話開始  |
| 豬俁建     | 老鼠奇魯米 | 老鼠人偶裝 | 老鼠 小老鼠（第48話） | 第4話    | 登錄成功 第39話暫時不能變身成動物模式     | 從第46話開始 |
| 木島玉夫   | 小雞奇魯米 | 小雞人偶裝 | 蛋、幼雞（第25話・第26話以後） 孔雀（第26話） 暗綠繡眼鳥（第32話） 麻雀（第35話以後） 烏鴉（第37話以後） 遊隼（第38話以後） 鵜鶘（第48話） 無齒翼龍（第49話） | 第4話    | 第25話初次變身成功 人偶裝模式在第27話登場 | 從第34話開始 |

曾經以御子神勇氣博士為師，後來獨自研究著關於變身成動物的二木竊出勇氣博士所留下的奇魯米相關研究資料中取出「奇魯米程式」，成功地完成他的逆進化推進裝置。這個裝置的形狀是個附帶座椅的大型裝置，座在裝置上並對著麥克風任意的說出動物的名稱，會變成任意說出的動物名稱。像「世上最強的生物」等這類的抽象指示之場合，裝置會獨自的判斷並施行變身成符合條件一致的動物。

### 亞涅摩里安
亞涅摩里安簡單來說是能自由變換成人類姿態和動物姿態的種族。亞涅摩里安可以對抱持著戀愛心情狀態的人類咬過之後，特殊的荷爾蒙和唾液對咬過的人類對象的基因產生反應，使得體內沉睡的「亞涅摩里安因子」活性化，喚醒人類能變身成為亞涅摩里安的能力。同為亞涅摩里安的夫妻所生下來的孩子被叫做「純種亞涅摩里安」，比起一般的亞涅摩里安更為高貴的存在。與奇魯米的變身方式有些差異，亞涅摩里安只能變身成一種動物，可以直接穿著服裝進行變身，變回來後服裝也保持穿著的狀態。
在人類社會當中曾經把亞涅摩里安這樣的種族當作神一樣被人類所崇拜，不知何時人類把他們當成怪獸或妖怪，替他們取名為吸血鬼和狼人而變成迫害人類的對象，不久後他們的存在在歷史中被抹去。御子神勇氣博士他們的研究認為人類和亞涅摩里安之間在生物學上並沒有很大的差別，根據御子神遙所言，亞涅摩里安在以前漫長的歷史中為了和人類與動物共同組成家庭，幾乎所有的人類和動物都繼承了亞涅摩里安的血統。

## 雜項記事
- 第3話，在音樂教室裡合唱的歌曲是瑞士歌謠之中的「喔！布烈奈莉」。
- 台灣版第7話起頭登場的卡車司機所唱的歌詞內容來自F4的歌曲《流星雨》的副歌。
- 第20話，九皿明人所演奏的曲目是蕭邦的英雄波蘭舞曲（Op.53，Polonaise No.6）。
- 第27話，御子神遙和七瀨美雪署長所在的高級法國餐廳所播放的音樂是歌劇《茶花女》第2幕場景1之中的「di provenza il mar, il suol（普羅旺斯的海洋和陸地）」。
- 第41話總集編起頭莉可因為吃太多刨感到痛，貓尾巴變成了像是皮卡丘的尾巴形狀。
- 卡特雷亞學園七大靈異事件的內容：

事件一：音樂教室裡畫像的眼睛會發光。
事件二：初任校長的銅像會發出哀鳴的聲音。
事件三：理科教室裡會移動的骨骼標本。
事件四：出現老婆婆身影的鏡子。
事件五：過了午夜2點會變成13階的樓梯。
事件六：體育館在半夜傳出打球的聲音。
事件七：半夜在鐘塔上出沒的怪人。
- 神濱奇魯米的偵探團守則：

第一，偵探團的名稱為「神濱奇魯米」！
第二，偵探團成員必須要盡全力幫助動物，解決當事人的煩惱！
第三，偵探團成員平時就要深入研究動物的知識，不可懈怠！
第四，使用奇魯米的時候絕對不能被任何人看見！
第五，變身第一階段的「人偶裝模式」被看見時，要用「正在角色扮演啦！」等藉口搪塞！
第六，變身第二階段的「動物模式」一定要在99分鐘之內變回來！
以上！
- 佳諾盃爭奪戰的相關問答：

1. 亞涅摩里安革命口號為「天上有太陽，地上就有和平和動物」。
2. 亞涅摩里安主義憲章第一條內容：我等亞涅摩里安為了和地球上的生物和共存，不被感情所擊倒，努力追求平靜。對於擾亂平靜之事，會盡全力起身反抗。
3. 亞涅摩里安革命據點布拉德尼亞彩虹廣場，立有一座以魯法斯•勳伯格代表含著無花果的大型蝙蝠銅像。

## 製作人員
- 原作：河森正治／SATELIGHT•HAL FILM MAKER•JM ANIMATION
- 企劃：佐藤道明、Mee Joung、白石恵一、青木建彥、中村直樹
- 導演： 增井壯一
- 系列構成：裕木陽介（第1話 – 第29話）、松田恵里子（全話）
- 人物設定：相澤澄江 、相澤昌弘（補佐）
- 總作畫監督：相澤昌弘、相澤澄江
- 美術導演：田尻健一
- 色彩設計：高木雅人
- 撮影導演：笹野雄介
- 編集：後藤正浩、衛藤太志
- 音響導演：長崎行男
- 音響效果：今野康之
- 音樂：川嶋可能
- 音樂製作：STARCHILD
- 音樂協力：東京電視台音樂
- 音響製作：青二Production
- 製作者：兼坂勝利、二瓶茂人、藏本健太郎
- 企劃製作者：島居理恵、Byul Nam Lee、
- 動畫製作：SATELIGHT／JM ANIMATION
- 製作：動物偵探社（SATELIGHT、JM ANIMATION、青二Entertainment、創通、MediaNet、AT-X）

## 主題歌
片頭曲
「Poo」
作詞 - ／作曲 - ／編曲 - ／歌 - Neko Jump
- 台灣版的歌詞翻譯字幕為日語版的。

片尾曲
「Chuai mad noi」（第1話 - 第29話／ 重播：第1話 - 第13話）
作詞 - ／作曲 - ／編曲 - ／歌 - Neko Jump
- 台灣版的歌詞翻譯字幕為日語版的。

（ 重播：第14話 - 第24話）
作詞 - 朝野正彥／作曲 - ／編曲 - ／歌 - Neko Jump
- 「Chuai mad noi」的日語版。

「Clap your Sunday!」（第30話 - 第50話）
作詞・作曲・編曲 - sin／歌 - Neko Jump
- 此歌曲有泰語和日語二種版本，在這裡採用日語版。

## 各話標題

### 日文標題
| 話數              | 標題 | 劇本       | 分鏡                              | 演出                                 | 作畫監督                                                                                          | 播放日期       |
| ----------------- | ---- | ---------- | --------------------------------- | ------------------------------------ | ------------------------------------------------------------------------------------------------- | -------------- |
| 第1話             |      | 裕木陽介   | 増井壯一                          | 齊藤啓也                             | 相澤昌弘                                                                                          | 2009年 10月5日 |
| 第2話             |      | 裕木陽介   | 増井壯一                          | 土屋康郎                             | 江上夏樹                                                                                          | 10月12日       |
| 第3話             |      | 松田恵里子 | 荒川真嗣                          | 福田貴之                             | 伊東克修 植田均 龜井嶺 熊谷勝弘 高原修司                                                          | 10月19日       |
| 第4話             |      | 土屋理敬   | 佐山聖子                          | Ki Tue Kim                           | Hyun Ah Oh                                                                                        | 10月26日       |
| 第5話             |      | 黒河影次   | 佐山聖子                          | 福田貴之                             | 相澤昌弘 植田均 熊谷勝弘                                                                          | 11月2日        |
| 第6話             |      | 土屋理敬   | 森健                              | 土屋康郎                             | 江上夏樹 吉田雄一 村田憲泰                                                                        | 11月9日        |
| 第7話             |      | 裕木陽介   | 増井壯一                          | 齊藤啓也 Ki Tue Kim                  | Hyun Ah Oh Jae Han Lee Chang Hwan Park                                                            | 11月16日       |
| 第8話             |      | 松田恵里子 | 佐山聖子                          | Jong Hyun Lee 齊藤啓也               | Sang Jin Park                                                                                     | 11月23日       |
| 第9話             |      | 松田恵里子 | 關野昌弘                          | 筑紫大介                             | 熊谷勝弘 植田均 吉田雄一 相澤昌弘                                                                 | 11月30日       |
| 第10話            |      | 土屋理敬   | 森健                              | 齊藤啓也 Jong Hyun Lee               | Sang Jin Park                                                                                     | 12月7日        |
| 第11話            |      | 裕木陽介   | 木村哲 増井壯一 佐山聖子          | 土屋康郎                             | 江上夏樹 吉田雄一                                                                                 | 12月14日       |
| 第12話            |      | 松田恵里子 | 池見友太                          | 原博 大川原保豪 Ki Tue Kim           | Hyun Ah Oh Seung Ki Huh                                                                           | 12月21日       |
| 第13話            |      | 松田恵里子 | 織原真盃                          | 山田徹                               | 藤田正幸 Kim Yi Sung Kim Hyun Ok                                                                  | 2010年 1月4日  |
| 第14話            |      | 土屋理敬   | 森健                              | 齊藤啓也 Jong Hyun Lee               | Sang Jin Park Eun kyung Kwon Kwon Eun Kyung                                                       | 1月11日        |
| 第15話            |      | 松田恵里子 | 増井壯一 笹木信作                 | 玉田博                               | Shin Hyung Woo 櫻井司 大塚八愛                                                                    | 1月18日        |
| 第16話            |      | 待田堂子   | 佐山聖子                          | 布施康之                             | 江上夏樹 龜井大祐 吉田雄一                                                                        | 1月25日        |
| 第17話            |      | 裕木陽介   | 織原真盃                          | 政木伸一                             | Kim Yi Sung 藤田正幸 本田辰雄 飯田清貴                                                            | 2月1日         |
| 第18話            |      | 土屋理敬   | 佐山聖子                          | 原博 大川原保豪 Ki Tue Kim           | Hyun Ah Oh Seung Ki Huh Mi Hee Jung Gwang Mo Park Jong Min Jun Yong Sang Kwon                     | 2月8日         |
| 第19話            |      | 裕木陽介   | 森健                              | Jong Hyun Lee 齊藤啓也               | Sang Jin Park Jong Min Jun                                                                        | 2月15日        |
| 第20話            |      | 松田恵里子 | 福田貴之 増井壯一                 | 福田貴之                             | Shin Hyung Woo 櫻井司 大塚八愛                                                                    | 2月22日        |
| 第21話            |      | 待田堂子   | 東海林真一                        | 玉田博 Ki Tue Kim Moritomo           | Kwang Mo Park Sung Woo Cha                                                                        | 3月1日         |
| 第22話            |      | 土屋理敬   | 織原真盃                          | 山田徹                               | Kim Yi Sung 藤田正幸 本田辰雄                                                                     | 3月8日         |
| 第23話            |      | 河原祐二   | 筑紫大介                          | 飯村正之 Jong Hyun Lee               | Sang Jin Park Chang Hwan Park                                                                     | 3月15日        |
| 第24話            |      | 川邊優子   | 楠本巨樹                          | 原博 Bong Hyun Yu Bu Yong Kim        | Sang Hun Cha Jong Min Jun Young San Gwon Jae Hyung Kim                                            | 3月22日        |
| 第25話            |      | 松田恵里子 | 篠幸裕                            | 政木伸一                             | Kim Yi Sung 藤田正幸 本田辰雄 飯田清貴                                                            | 3月29日        |
| 第26話            |      | 土屋理敬   | 佐山聖子                          | 片貝東 Jong Hyun Lee                 | Sang Jin Park Chang Hwan Park                                                                     | 4月5日         |
| 第27話            |      | 裕木陽介   | 佐山聖子                          | 布施康之                             | 吉田雄一 村上直紀                                                                                 | 4月12日        |
| 第28話            |      | 待田堂子   | 森健                              | 玉田博 Bu Yong Kim                   | Ki Tue Kim（總括） Jae Hyung Kim Mi Hee Jung Jong Min Jun Gwan Yong San                           | 4月19日        |
| 第29話 （總集編） |      | 松田恵里子 | 増井壯一                          | 飯村正之 Jong Hyun Lee               | Sang Jin Park                                                                                     | 4月26日        |
| 第30話            |      | 川邊優子   | 織原真盃                          | 山田徹                               | 藤田正幸 本田辰雄                                                                                 | 5月3日         |
| 第31話            |      | 河原祐二   | 東海林真一                        | 飯村正之 Jong Hyun Lee Bong Hyun Yu  | Ki Tue Kim（總括） Sang Jin Park Sang Hun Cha                                                     | 5月10日        |
| 第32話            |      | 待田堂子   | 筑紫大介 Bu young Lee Mi Hui Jung | 筑紫大介 Bu young Lee Mi Hui Jung    | Ki Tue Kim（總括） Jae Hyung Kim Mi Hui Jung Yong Sang Kwon Seong Gi Huh Sang Jin Park Hyun Ah Oh | 5月17日        |
| 第33話            |      |            | 織原真盃                          | 布施康之                             | 龜井大祐 吉田雄一                                                                                 | 5月24日        |
| 第34話            |      | 川邊優子   | 森健                              | 玉田博 Jong Hyun Lee Bong Hyun Yu    | Sang Jin Park Sang Hun Cha Dong Gyun Ryu Jin Uk Im                                                | 5月31日        |
| 第35話            |      | 待田堂子   | Jong Hyun Lee                     | 政木伸一                             | 藤田正幸 本田辰雄                                                                                 | 6月7日         |
| 第36話            |      | 河原祐二   | 森健                              | 飯村正之 Bu young Lee Tae Sung Won   | Jae Hyung Kim Gwae Sik Kim Seong Gi Huh                                                           | 6月14日        |
| 第37話            |      | 川邊優子   | 夜勤坊主                          | 齊藤啓也 Jong Hyun Lee Bong Hyun Yu  | Sang Jin Park Sang Hun Cha Dong Gyun Ryu Jin Uk Im                                                | 6月21日        |
| 第38話            |      | 河原祐二   | Young Chan Kim                    | 福田貴之 Young Chan Kim Tae Sung Won | Sang Jin Park Kwan Sik Kim Jea Hyeong Kim Seung Ki Huh Chang Hwan Park                            | 6月28日        |
| 第39話            |      | 土屋理敬   | 佐山聖子                          | 山田徹                               | 藤田正幸 本田辰雄 Kim Hyeon Ok Kim Jun Hwon                                                       | 7月5日         |
| 第40話            |      | 土屋理敬   | 森健                              | 布施康之                             | 龜井大祐 吉田雄一                                                                                 | 7月12日        |
| 第41話 （總集編） |      | 松田恵里子 | 増井壯一                          | 飯村正之                             | Shin Hyung Woo 大塚八愛                                                                           | 7月19日        |
| 第42話            |      |            | Jong Hyun Lee                     | 北川正人 Jong Hyun Lee Hung Suk Joo  | Sang Jin Park Syung Ki Huh                                                                        | 7月26日        |
| 第43話            |      | 河原祐二   | Jong Hyun Lee                     | 玉田博 Dong Nam Kim Eun Soo Oh       | Jae Hyung Kim Gwan Sik Kim Boo Hee Lee Jae Woon You Sang Jin Park                                 | 8月2日         |
| 第44話            |      | 待田堂子   | 佐山聖子                          | 政木伸一                             | 藤田正幸 本田辰雄 Kim Hyeon Ok Kim Jun Hwon Shin Hyung Woo                                        | 8月9日         |
| 第45話            |      | 川邊優子   | 筑紫大介                          | 飯村正之 Jong Hyun Lee Tae Sung Won  | Sang Jin Park Chang Hwan Park Seong Gi Huh                                                        | 8月16日        |
| 第46話            |      | 松田恵里子 | 森健                              | 布施康之                             | 龜井大祐 吉田雄一                                                                                 | 8月23日        |
| 第47話            |      | 土屋理敬   | 佐山聖子                          | 北川正人 Eun Soo Oh Tae Sung Won     | Sang Jin Park Jea Woon Yu Jong Min Jyun                                                           | 8月30日        |
| 第48話            |      | 川邊優子   | Jong Hyun Lee                     | 玉田博 Jong Hyun Lee                 | Sang Jin Park Shin Hyung Woo                                                                      | 9月6日         |
| 第49話            |      | 松田恵里子 | 東海林真一                        | 山田徹                               | 藤田正幸 本田辰雄 Kim Hyeon Ok Kim Sang Yeop Kim Chang Gui                                        | 9月13日        |
| 第50話            |      | 松田恵里子 | 増井壯一                          | 飯村正之                             | Shin Hyung Woo 大塚八愛 櫻井司                                                                    | 9月20日        |

### 中文標題
| 話數              | 標題（台灣）                         | 標題（中國）                     |
| ----------------- | ------------------------------------ | -------------------------------- |
| 第1話             | 進行奇魯米變身了!?                   | 變成基魯敏了!?                   |
| 第2話             | 我是一隻狗……真的嗎!?                 | 我真的是隻狗!?                   |
| 第3話             | 被野貓愛上了!?                       | 被野貓追求了!?                   |
| 第4話             | 不是每個人都可以變身嗎!?             | 不是誰都能變身嗎!?               |
| 第5話             | 大追蹤! 尋找小眉!?                   | 追蹤! 尋找麻呂!?                 |
| 第6話             | 愛的邱比特作戰!?                     | 愛之丘比特作戰!?                 |
| 第7話             | 神濱山頂有大象出沒!?                 | 在神濱嶺看見了大象!?             |
| 第8話             | 揭開校園七大靈異事件!?               | 揭露學校七大不可思議事件!?       |
| 第9話             | 閣樓裡的白色恐怖!?                   | 閣樓裡的白色恐怖!?               |
| 第10話            | 猴子大恐慌!?                         | 悶騷猴的恐慌!?                   |
| 第11話            | 摸黑整人大作戰!?                     | 在黑暗中緊張心跳!?               |
| 第12話            | 解開幸運符號的秘密!?                 | 解開幸運簽名之謎!?               |
| 第13話            | 動作快! 奇魯米救援隊!?               | 緊急! 基魯敏營救!?               |
| 第14話            | 指令! 完成媽媽出的功課!?             | 指令! 必須完成媽媽的作業!?       |
| 第15話            | 找出失蹤的葛瑞絲!?                   | 尋找失蹤的格魯斯!?               |
| 第16話            | 了解雞的心情，咕咕咕!?               | 公雞的心情，喔喔喔!?             |
| 第17話            | 潛入! 庭院裡有兩隻鱷魚!?             | 潛入! 院子裡有兩頭鱷魚!?         |
| 第18話            | 怪盜蝙蝠美人現身!?                   | 怪盜蝙蝠美人前來拜訪!?           |
| 第19話            | 發光吧! 味道變成七種顏色!?           | 閃耀吧! 氣味分七色!?             |
| 第20話            | 墜入愛河的兔子和吸血鬼!?             | 戀愛的兔子與吸血鬼!?             |
| 第21話            | 蒸氣的另一邊出現貓怪!?               | 蒸氣的那面有貓怪的影子!?         |
| 第22話            | 有浣熊出現!?                         | 浣熊來了!?                       |
| 第23話            | 太陽鳥愛的暗號!?                     | 熱戀中雞尾鸚鵡的暗號!?           |
| 第24話            | 守護! 能接觸的棺材!?                 | 守護! 觸摸之棺!?                 |
| 第25話            | 前進! 奇魯米幽浮探險隊!?             | 前進! 基魯敏UFO探險隊!?          |
| 第26話            | 宇宙偵探奇魯米!?                     | 宇宙偵探基魯敏!?                 |
| 第27話            | 留意貓的眼淚!?                       | 小心貓咪的眼淚!?                 |
| 第28話            | 停下來! 滾動的雞蛋，來吧!?           | 停止! 滾動的雞蛋!?               |
| 第29話 （總集編） | 賞花! 糯米丸子! 動物偵探史!?         | 花! 團子! 喵丸偵探史!?           |
| 第30話            | 拖把大師和黃色傢伙!?                 | 拖把師匠和黃色傢伙!?             |
| 第31話            | 白黑山有貓熊喔!?                     | 白黑山哦! 熊貓哦!?               |
| 第32話            | 飛吧! 玉夫的真摯情意!?               | 展翅高飛! 玉夫萌動的心願!?       |
| 第33話            | 獨家新聞! 沉入水面的黑色物體!?       | 特大新聞! 沉入水面的黑色生物!?   |
| 第34話            | 狼一點都不可怕!?                     | 狼不可怕嗎!?                     |
| 第35話            | 交給兩位了! 抱抱隊長!?               | 拜託兩位了! 抱抱領隊!?           |
| 第36話            | 大象也嚇一跳! 洞窟裡的寶藏!?         | 大象也大吃一驚! 洞窟中的寶藏哦!? |
| 第37話            | 佳諾的礙事家庭訪問!?                 | 花音的重重障礙家庭訪問!?         |
| 第38話            | 奇奇怪怪! 豹面人出現!?               | 千奇百怪的假面! 出現了!?         |
| 第39話            | 打起精神來，小建! 傳說中的妖怪有事嗎!? | 健哥純爺們! 找傳說中的妖怪有事!?   |
| 第40話            | 奔向泉水! 老鼠的奇魯米憂鬱!?         | 跑向泉水! 老鼠的基魯敏布魯士!?   |
| 第41話 （總集編） | 大海! 刨冰! 動物偵探史!?             | 是海! 是冰! 喵丸偵探史!?         |
| 第42話            | 保護香蕉! 神秘的入侵者是猴子!?       | 保護香蕉! 謎之入侵者是猴子!?     |
| 第43話            | 麻煩又興奮! 白羊和黑羊!?             | 為～難 忐忑不安! 白羊與黑羊!?    |
| 第44話            | 向佳諾發動追求! 企鵝兄弟來了!?       | 花音的進攻! 他們是企鵝兄弟!?     |
| 第45話            | 海灘氣球愛情大作戰!?                 | 戀愛沙灘氣球大作戰!?             |
| 第46話            | 神濱叢林裡有野生的氣息!?             | 神濱雨林裡野生的氣息!?           |
| 第47話            | 好好守護奇魯米! 眾人爭奪的寶物!?     | 絕不交出基魯敏! 被盯上的寶物!?   |
| 第48話            | 佳諾在哪裡? 前往香菇樂園GO!GO!GO!?   | 花音在哪裡! 去蘑菇王國GO!GO!GO!? |
| 第49話            | 棺材出現了! 在迷宮溫泉抓住它!?       | 飛出來吧棺材! 在迷宮溫泉捕捉!?   |
| 第50話            | 動物天堂奇魯米動物園!?               | 動物天國基魯敏ZOO!?              |

## 日本電視台
| 播放地區                | 播放電視台     | 播放日期                        | 播放時間（UTC+9）          | 註備           |                |
| 動物偵探奇魯米          | 動物偵探奇魯米 | 動物偵探奇魯米                  | 動物偵探奇魯米             | 動物偵探奇魯米 | 動物偵探奇魯米 |
| ----------------------- | -------------- | ------------------------------- | -------------------------- | -------------- | -------------- |
| 關東廣域圈              | 東京電視台     | 2009年10月5日 - 2010年9月20日   | 星期一 17時30分 - 18時00分 | 有字幕播放     |                |
| 北海道                  | 北海道電視台   | 2009年10月5日 - 2010年9月20日   | 星期一 17時30分 - 18時00分 | 有字幕播放     |                |
| 愛知縣                  | 愛知電視台     | 2009年10月5日 - 2010年9月20日   | 星期一 17時30分 - 18時00分 | 有字幕播放     |                |
| 大阪府                  | 大阪電視台     | 2009年10月5日 - 2010年9月20日   | 星期一 17時30分 - 18時00分 | 有字幕播放     |                |
| 岡山縣・香川縣          | 瀨戶內電視台   | 2009年10月5日 - 2010年9月20日   | 星期一 17時30分 - 18時00分 | 有字幕播放     |                |
| 福岡縣                  | TVQ九州放送    | 2009年10月5日 - 2010年9月20日   | 星期一 17時30分 - 18時00分 | 有字幕播放     |                |
| 日本全域                | AT-X           | 2009年11月11日 - 2010年10月20日 | 星期三 8時00分 - 8時30分   | CS放送 有重播  |                |
| 動物偵探奇魯米+（plus） |                |                                 |                            |                |                |
| 關東廣域圈              | 東京電視台     | 2009年10月8日 - 2010年3月25日   | 星期四 26時15分 - 26時45分 | 無字幕播放     |                |
| 愛知縣                  | 愛知電視台     | 2009年10月8日 - 2010年3月25日   | 星期四 26時58分 - 27時28分 |                |                |
| 大阪府                  | 大阪電視台     | 2009年10月10日 - 2010年1月30日  | 星期六 26時05分 - 26時35分 |                |                |
| 大阪府                  | 大阪電視台     | 2010年2月6日 - 2010年3月27日    | 星期六 26時10分 - 26時40分 |                |                |
| 日本全域                | AT-X           | 2009年11月11日 - 2010年4月21日  | 星期三 20時00分 - 20時30分 | CS放送 有重播  |                |

## 電視播放時間
| 超級電視台 星期六、日7:30-8:00節目 | 超級電視台 星期六、日7:30-8:00節目              | 超級電視台 星期六、日7:30-8:00節目 |
| ---------------------------------- | ----------------------------------------------- | ---------------------------------- |
|                                    | 動物偵探奇魯米 （2015年11月8日－2016年4月30日） |                                    |
| 忍者亂太郎                         | 烈車戰隊特急者                                  |                                    |

## 相關作品與媒體

奇魯米漫畫版

### 漫畫
半澤香織所作漫畫作品，標題名稱為。由Ribon（集英社）連載於2010年2月至2010年10月，全9話。單行本（全1卷，ISBN 978-4088670805）於2010年10月15日在Ribon Mascot Comics開始販售。
漫畫作品的故事內容和原作動畫版有所差異，以莉可和建為主要焦點的愛情喜劇風格的作品，佳諾以做為「情敵」的位置登場，不過沒有描述亞涅摩里安等之類的內容設定。

### CD廣播劇
以佳諾為主角所錄下的衍生廣播劇（Spin-off Drama）「佳諾的憂鬱」被收錄在『動物偵探奇魯米 什錦CD』。
動物偵探奇魯米 什錦CD（1）
2010年6月9日發售。規格編號：KICA-3122
收錄內容：
1. Spin-off Drama「佳諾的憂鬱」Vol.1-（1）
2. Spin-off Drama「佳諾的憂鬱」Vol.1-（2）
3. Spin-off Drama「佳諾的憂鬱」Vol.1-（3）
4. 「幸福的輪舞曲（回旋曲）」 歌 - 羽鳥佳諾（丹下櫻）
5. 「 幸運偵探(OA Ver.)」歌 - 船古津先生和奇魯米愉快的夥伴們（掛川裕彦、悠木碧、佐藤聰美、安濟知佳、田村睦心、池邊久美子）
6. 「Poo（莉可&莉咪&奈沙ver.）」歌 - 御子神莉可（悠木碧）、御子神莉咪（佐藤聰美）、御子神奈沙（安濟知佳）
7. 「Chuai mad noi（莉可&莉咪&奈沙ver.）」歌 - 御子神莉可（悠木碧）、御子神莉咪（佐藤聰美）、御子神奈沙（安濟知佳）
8. 「Poo(TV size ver.)」歌 - Neko Jump
9. 「Chuai mad noi(TV size ver.)」歌 - Neko Jump

動物偵探奇魯米 什錦CD（2）
2010年8月4日發售。規格編號：KICA-3123
收錄內容：
1. Spin-off Drama「佳諾的憂鬱」Vol.2-（1）
2. Spin-off Drama「佳諾的憂鬱」Vol.2-（2）
3. Spin-off Drama「佳諾的憂鬱」Vol.2-（3）
4. 「真夏的花園」 歌 - 御子神莉可（悠木碧）、御子神莉咪（佐藤聰美）、御子神奈沙（安濟知佳）
5. 「建和玉夫的追蹤物語」歌 - 豬俁建（田村睦心）、木島玉夫（池邊久美子）
6. 「幸福的輪舞曲 RODON MIX」歌 - 羽鳥佳諾（丹下櫻）
7. 「 幸運偵探 KAMIHAMA MIX」歌 - 船古津先生和奇魯米愉快的夥伴們（掛川裕彦、悠木碧、佐藤聰美、安濟知佳、田村睦心、池邊久美子）
8. 「真夏的花園 inst.」
9. 「建和玉夫的追蹤物語 inst.」

製作人員
- 企劃製作 - 青二Entertainment
- 腳本 - 久保亨、村上侑可理
- 音響監督 - 白石恵一
- 錄音 - 榊枝一也
- 編輯 - 青二Entertainment
- 收錄 - PROCEN STUDIO
- 演員 - 青二Production

### DVD
由STARCHILD發售，國王唱片販售，全13卷。第6卷和第13卷有附送原聲音樂。

### 電台廣播
從2010年2月4日至2010年3月25日每週四23時半在大阪放送（OBC）由丹下櫻（羽鳥佳諾）來擔任主持人播放電台廣播節目『動物偵探奇魯米Radio+』，全8話。OBC以外晚12天的安利美特TV從2月16日開始每週二由網路發布。
來賓
- #1,2 田村睦心（豬俁建）
- #3,4 安濟知佳（御子神奈沙）
- #5,6 佐藤聰美（御子神莉咪）、池邊久美子（木島玉夫）
- #7,8 悠木碧（御子神莉可）

## 腳註

#### 作品内
1. ↑  電視動畫第28話。
2. ↑  電視動畫第15話，建的說詞。
3. ↑  電視動畫第9話。第39話則有不打噴嚏就能變回來的情況。
4. ↑  電視動畫第23話。初次保管並飼養太陽鳥。
5. ↑  電視動畫第3話。
6. ↑  電視動畫第7話。
7. ↑  電視動畫第50話。
8. ↑  電視動畫第31話。
9. ↑  電視動畫第2話。
10. ↑  電視動畫第27話在博物館内的海報、第32話裡網路新聞的報導日期、第43話結婚申請表中的日期。依據第13話的迎新跨年晚會得知從第1話到第13話所發生時間可能為2014年。
11. ↑  電視動畫第4話，御子神勇氣的說詞。
12. ↑  電視動畫第38話。
13. ↑  電視動畫第21話，御子神勇氣的說詞。
14. ↑  電視動畫第9話。
15. ↑  電視動畫第28話。
16. ↑  電視動畫第47話、第50話。
17. ↑  電視動畫第47話。
18. 1 2  電視動畫第10話。
19. 1 2  電視動畫第44話。
20. 1 2  電視動畫第42話。

### 資料來源
1. 1 2  .   [2013-03-26]. （原始内容存档于2015-04-02）.
2. ↑  .   [2013-01-04]. （原始内容存档于2020-04-29）.
3. ↑  採訪:河森正治　『CONTINUE Vol.48』　太田出版、2009年、54-56頁、ISBN 978-4-7783-1195-7。（日語）
4. ↑  "" 韓國KBS官方網站 
5. ↑  "Archive.today的存檔，存档日期2012-08-01 Archive.today的存檔，存档日期2012-08-01  Archive.today的存檔，存档日期2012-08-01" Gvalley（2009年10月5日）
6. 1 2 3 4 5 6 7  「角色 （页面存档备份，存于）」動物偵探奇魯米（SATELIGHT官方網站）（日語）
7. ↑  「概要 （页面存档备份，存于）」動物偵探奇魯米（SATELIGHT官方網站）（日語）
8. ↑  「（页面存档备份，存于）  （页面存档备份，存于）」（日語）
9. ↑  半澤香織「後記」Ribon Mascot Comics  215頁。（日語）
10. ↑  「[http://sakuraalamodeblog.blog29.fc2.com/blog-entry-412.html （丹下櫻官方部落格）、2010年1月21日。（日語）
11. ↑  （页面存档备份，存于）  （页面存档备份，存于）以後（日語）

## 外部連結
- MY KIDS TV節目：動物偵探奇魯米
- 動物偵探奇魯米（SATELIGHT官方網站） （日語）
- StarChild:動物偵探奇魯米 （页面存档备份，存于） （日語）
  - kirumin (kiruminzoo)的X（前Twitter） （日語）
- http://www.tv-tokyo.co.jp/anime/kirumin/ （页面存档备份，存于） （日語）
- http://www.kbs.co.kr/2tv/enter/zoororing/ （页面存档备份，存于） （韓國KBS官方網站） 
- - 2010年4月18日當天時段的網際網路檔案館 （日語）